# Фрайшмидт, Хайнц
Генрих (Хайнц) Фрайшмидт (нем. Heinrich (Heinz) Freyschmidt; 20 июля 1887, Кёльн, Пруссия — неизвестно) — немецкий прыгун в воду. Участник летних Олимпийских игр 1908 года.

## Биография
Хайнц Фрайшмидт родился 20 июля 1887 года в немецком городе Кёльн.
Выступал в соревнованиях по прыжкам в воду за «Ренус» из Кёльна.
В 1908 году вошёл в состав сборной Германии на летних Олимпийских играх в Лондоне. В прыжках с 1- и 3-метрового трамплинов занял 2-е место на четвертьфинальном этапе, набрав 78,10 балла, и стал 4-м в полуфинале, набрав 79,30 балла, уступив 1 балл попавшему в финал со 2-го места Готтлобу Вальцу из Германии. В прыжках с 5- и 10-метровой вышек занял 2-е место на четвертьфинальном этапе, набрав 67,30 балла, и стал 5-м в полуфинале, набрав 48,80 балла и уступив 12,25 балла попавшему в финал с 3-го места Джорджу Гайдзику из США.
Работал учителем физического воспитания, тренером местных клубов.
Был автором учебника «Учитель физического воспитания и его связь с внешкольной спортивной жизнью» (Der Leibeserzieher und seine Verbindung zum außerschulischen Sportleben).
В 1961 году тренировал футболистов «Боруссии» из Дерихсвайлера, выступавшей в окружной лиге.
Дата смерти неизвестна.